# Scoliopteryx
Genre
Scoliopteryx est un genre de lépidoptères (papillons) nocturnes de la famille des Erebidae et de la sous-famille des Scoliopteryginae.
Il comprend deux espèces :
- Scoliopteryx libatrix (Linnaeus, 1758) — la Découpure — en Eurasie, en Afrique du Nord et en Amérique du Nord.
- Scoliopteryx aksuana Sheljuzhko, 1955 — en Chine.